# مربية (فلم)
مربية (بالإنجليزية: Nanny) هو فيلم رعب أمريكي من بطولة آنا ديوب وميشيل موناغان. عرض الفيلم لأول مرة خلال مهرجان صاندانس السينمائي 2022.